# 蓝梦之星
蓝梦之星是一艘利比里亚籍客轮。该船于2001年建造，建設方是布洛姆+福斯，建造地點位於德国。
2019年3月，由於船東拖欠船员工资，該船被扣押，并于2020年被卖给蓝梦国际邮轮。
2023年8月11日傍晚6點，蓝梦之星從上海吳淞口國際郵輪港出發。這是時隔三年後，中國大陸首艘啟航的國際郵輪。此前國際郵輪業務因新冠疫情停擺。
2023年8月31日，蓝梦之星抵达济州島。这是时隔6年多首艘在韩国靠泊的中国邮轮。2017年萨德入韩问题发酵后，中國一度暫停中國郵輪停靠韓國。